# Liste von Bergen auf Korsika
Diese Liste von Bergen in Korsika listet eine Auswahl an Berggipfeln in Korsika auf.
| Name                 | Seehöhe [m ü. A.] | Schartenhöhe [m] | Dominanz [km] | Gruppe                         | Bild |
| -------------------- | ----------------- | ---------------- | ------------- | ------------------------------ | ---- |
| Monte Cinto          | 2706              | 2706             | 223           | Cinto-Massiv                   |      |
| Monte Rotondo        | 2622              | 1152             | 20,3          | Rotondo-Massiv                 |      |
| Punta Mufrena        | 2590              |                  |               | Rotondo-Massiv                 |      |
| Capu a u Verdatu     | 2583              |                  |               | Cinto-Massiv                   |      |
| Capu Biancu          | 2562              |                  |               | Cinto-Massiv                   |      |
| Punta Minuta         | 2556              |                  |               | Cinto-Massiv                   |      |
| Paglia Orba          | 2525              |                  |               | Cinto-Massiv                   |      |
| Capu Larghia         | 2503              |                  |               | Cinto-Massiv                   |      |
| Monte d’Oro          | 2389              |                  |               | Rotondo-Massiv                 |      |
| Monte Renoso         | 2353              |                  |               | Renoso-Massiv                  |      |
| Capu Tafunatu        | 2343              |                  |               | Cinto-Massiv                   |      |
| A Muvrella           | 2148              |                  |               | Cinto-Massiv                   |      |
| Monte Corona         | 2144              |                  |               | Cinto-Massiv                   |      |
| Monte Incudine       | 2136              |                  |               | Incudine-Massiv                |      |
| Monte Grosso         | 1937              |                  |               | Cinto-Massiv                   |      |
| Monte San Petrone    | 1761              |                  |               | Castagniccia (Hauptkamm)       |      |
| Punta di Caldane     | 1724              |                  |               | Castagniccia (Hauptkamm)       |      |
| Monte Piano Maggiore | 1581              |                  |               | Castagniccia (West-Kamm)       |      |
| Monte Astu           | 1535              |                  |               | Astu-Massiv                    |      |
| Cima di e Follicie   | 1324              |                  |               | Cap Corse                      |      |
| Monte Stellu         | 1307              |                  |               | Cap Corse                      |      |
| Capu d’Orto          | 1294              |                  |               | Rotondo-Massiv (Westausläufer) |      |
| Monte Olmelli        | 1285              |                  |               | Castagniccia (Ost-Kamm)        |      |